# Edgardo Rodríguez Juliá
Edgardo Rodríguez Juliá (9 de octubre de 1946 en Río Piedras, Puerto Rico) es un ensayista y novelista puertorriqueño. Miembro de la Real Academia Española.